# Icthyophaga
Icthyophaga o Ichthyophaga è un genere di aquile pescatrici contenente sei specie, strettamente imparentate con le aquile di mare del genere Haliaeetus. In effetti, alcune autorità tassonomiche collocano questo genere all'interno di Haliaeetus. Entrambi i generi sono originari dell'Asia sudorientale, dal subcontinente indiano a sud-est fino a Sulawesi. Le aquile del genere Icthyophaga sono più piccole delle aquile Haliaeetus, sebbene si sovrappongano in dimensioni alle specie più piccole di questo genere. I due generi condividono un piumaggio simile, con teste più chiare che sfumano in ali e corpi più scuri e opachi, e ventre e zampe bianchi. Tuttavia, differiscono nel colore della coda, con l'aquila pescatrice minore che presenta una coda marrone e l'aquila pescatrice dalla testa grigia che presenta una coda bianca con una fascia terminale nera, e nelle dimensioni, con l'aquila pescatrice minore che pesa solo circa la metà dell'aquila pescatrice dalla testa grigia.

## Tassonomia
Il genere fu istituito da René-Primevère Lesson nel 1843, per accogliere un'unica specie, l'aquila pescatrice dalla testa grigia (Icthyophaga ichthyaetus), che è quindi considerata la specie tipo. Lesson utilizzò due grafie per il nome del genere: Icthyophaga e Icthyiophaga, ma non Ichthyophaga. Tradizionalmente, si credeva che questo genere includesse due specie: l'aquila pescatrice minore (Icthyophaga humilis) e l'aquila pescatrice dalla testa grigia. Erwin Stresemann e Dean Amadon si riferirono erroneamente al genere come Ichthyophaga nei loro studi, e questo uso errato persistette per diverso tempo. Tuttavia, il nome Ichthyophaga apparteneva già a un parassita turbellaro prolecitoforo dei pesci stabilito da Syromiatnikova nel 1949.
Nel 2005, uno studio sistematico molecolare basato sui geni nucleari e mitocondriali fuse questo genere in Haliaeetus. Nello stesso anno, Ronald Sluys e Masaharu Kawakatsu proposero una sostituzione di Ichthyophaga con Piscinquilinus, eliminando il nome controverso sia per gli uccelli che per i vermi. Una nuova famiglia, Piscinquilinidae, venne proposta nel 2017 per ospitare Piscinquilinus. Tuttavia, Ernest Williams e Lucy Bunkley-Williams si opposero a questa proposta e sostennero il mantenimento del nome originale per il genere turbellariano Ichthyophaga.
Nel 2017, la Commissione internazionale di nomenclatura zoologica, seguendo il suggerimento di Ernest Williams e Lucy Bunkley-Williams, conservò sia il genere di uccelli Icthyophaga che il genere turbellariano Ichthyophaga, nel caso 3603.
Nel 2023, sulla base degli ultimi studi sistematici molecolari, l'Unione internazionale degli ornitologi ha resuscitato il genere Icthyophaga con il suo nome giusto, trasferendo quattro specie da Haliaeetus a questo genere Pertanto questo genere comprende ora le seguenti sei specie:
| Specie di Icthyophaga                                          | Specie di Icthyophaga | Specie di Icthyophaga                                                            |
| Nome comune e binomiale                                        | Immagine              | Distribuzione                                                                    |
| -------------------------------------------------------------- | --------------------- | -------------------------------------------------------------------------------- |
| Aquila pescatrice panciabianca (Icthyophaga leucogaster)       |                       | India e Sri Lanka attraverso il sud-est asiatico fino all'Australia              |
| Aquila pescatrice di Sanford (Icthyophaga sanfordi)            |                       | Isole Salomone                                                                   |
| Aquila pescatrice africana (Icthyophaga vocifer)               |                       | Africa subsahariana                                                              |
| Aquila pescatrice del Madagascar (Icthyophaga vociferoides)    |                       | Madagascar                                                                       |
| Aquila pescatrice minore (Icthyophaga humilis)                 |                       | Kashmir attraverso l'India sudorientale, il Nepal e la Birmania verso l'Indocina |
| Aquila pescatrice dalla testa grigia (Icthyophaga ichthyaetus) |                       | Sud-est asiatico                                                                 |

## Biologia
Come suggeriscono sia i nomi comuni che quelli generici, sia l'aquila di mare che l'aquila pescatrice dalla testa grigia si nutrono principalmente di pesci, catturati principalmente in acque dolci di laghi e grandi fiumi, ma occasionalmente anche in acque salmastre negli estuari e lungo le coste.